# Collegio (istruzione)
Il collegio è in origine un edificio istituito per accogliere studenti "poveri", che in seguito si è evoluto in istituzione educativa, nel quale si impartiscono le lezioni e si alloggiano gli studenti, mantenendoli separati dal mondo degli adulti.

## L'origine dei collegi
La nascita del collegio si situa nel XII secolo, come istituzione volta ad accogliere studenti (i cosiddetti borsisti) "poveri", ovvero non capaci di mantenersi nelle città sede di scuole o università. La figura dello scholar pauper in età medievale e moderna non va confusa con l'indigente, ma è rappresentata da un ragazzo non in grado di mantenersi in una città come forestiero, vista la cospicua spesa necessaria per studiare lontano da casa (vitto, alloggio, libri, rette dei maestri, ecc.)
Il primo collegio è datato 1180, istituito per opera di un benefattore inglese a Parigi. In seguito i collegi sorsero in ogni parte d'Europa, generalmente per iniziativa di uomini di chiesa.
La crescente attenzione verso la disciplina dei fanciulli, che datiamo a partire dal XV-XVI secolo, fa sì che i collegi si trasformino da pensionati per borsisti a vere e proprie realtà educative di "pieno esercizio": all'interno dei collegi si iniziò infatti a tenere lezioni, dapprima di grammatica, poi di tutte le altre discipline. Da questo momento il collegio e le università seguirono un'evoluzione associata, e non a caso uno dei primi collegi parigini fu fondato da Robert Sorbon, divenuto talmente celebre da dare il suo nome all'intera struttura di studi.
La separazione dei ragazzi dal mondo esterno, realizzata nei collegi, renderà questi ultimi preferiti da nobili e mercanti per l'educazione dei figli, a discapito delle università, le aule delle quali si svuoteranno progressivamente, causandone la crisi culminate nel XVIII secolo, secolo di grandi riforme anche nel campo universitario.

## I collegi in Italia
In Italia i collegi ebbero uno sviluppo diverso da quello che ebbero in altri paesi, come la Francia e l'Inghilterra. Erano infatti generalmente edifici in grado di ospitare un numero ridotto di borsisti, generalmente meno di dieci. Le caratteristiche che faranno dei collegi universitari italiani una realtà differente da quella europea sono i seguenti:
- non si svilupperà l'insegnamento interno ai collegi;
- non sviluppano il pieno esercizio, rimarranno realtà minori, chiuse verso l'esternato;

Sono tre i tipi di collegi che ritroviamo nei secoli XIV-XV:
- il modello del Collegio di Spagna di Bologna, collegio nato nel 1364 e ancora oggi in attività, con lo scopo di ospitare venti studenti iberici, all'interno del quale si insegnavano solo materie propedeutiche agli insegnamenti universitari, i quali si tenevano esclusivamente nelle aule universitarie;
- il modello della Sapienza di Pisa (istituito nel 1408), all'interno del quale si sposta gradualmente lo stesso Studium cittadino (caso isolato in Italia);
- il modello della Sapienza di Pistoia (seconda metà del XV secolo), nato in assenza di uno Studium cittadino e volto alla preparazione pre-universitaria degli studenti, i quali poi avrebbero continuato gli studi in altre città, generalmente Bologna o Pisa e Genova.

## I collegi dei Gesuiti
L'età d'oro dei collegi è senz'altro da datare nell'età confessionale (secoli XVI e XVII) ed è legata all'attività dei gesuiti e di Ignazio di Loyola.
Tali collegi saranno basati sulla Ratio Studiorum, elaborata dai primi padri della compagnia, la quale prevedeva:
- centralità della disciplina, accanto all'educazione intellettuale e fisica;
- divisione degli studenti in classi;
- sistema di esame a verifiche periodiche.
- severità nell'apprendimento
- importanti erano gli interessi dello studente e l'obbedienza all'autorità

Proprio tali caratteristiche fecero preferire alle élite tali collegi per l'educazione dei figli: questa fu una delle cause del declino delle università, battute dalla concorrenza dei collegi gesuitici.
Con la soppressione dell'ordine (1773) i collegi furono incamerati da altre istituzioni religiose o secolari, e la Ratio studiorum tenuta in considerazione come sistema di organizzazione degli studi anche per i secoli successivi.